# Moroleón
Moroleón es una ciudad mexicana situada en el estado de Guanajuato, cabecera del municipio homónimo. Moroleón está urbanizado casi en su totalidad, por lo que su población rural representa menos del 10% de su población total, de acuerdo al censo de población y vivienda del INEGI del 2020, la población del municipio de Moroleón es de 47 261 habitantes, sin embargo la población de los tres municipios que conforman la Zona Metropolitana Moroleón-Uriangato-Cuitzeo es de 138 665 habitantes.

## Geografía
La ciudad de Moroleón se localiza en el extremo noreste del municipio homónimo, en el sur de Guanajuato. Se ubica a una altura media de 1815 m s. n. m.

### Clima
El clima predominante en Moroleón es el semicálido subhúmedo, con lluvias en verano. Tiene una temperatura media anual de 19.3 °C y una precipitación media anual de 814.3 mm.
| Parámetros climáticos promedio de Moroleón, Guanajuato | Parámetros climáticos promedio de Moroleón, Guanajuato | Parámetros climáticos promedio de Moroleón, Guanajuato | Parámetros climáticos promedio de Moroleón, Guanajuato | Parámetros climáticos promedio de Moroleón, Guanajuato | Parámetros climáticos promedio de Moroleón, Guanajuato | Parámetros climáticos promedio de Moroleón, Guanajuato | Parámetros climáticos promedio de Moroleón, Guanajuato | Parámetros climáticos promedio de Moroleón, Guanajuato | Parámetros climáticos promedio de Moroleón, Guanajuato | Parámetros climáticos promedio de Moroleón, Guanajuato | Parámetros climáticos promedio de Moroleón, Guanajuato | Parámetros climáticos promedio de Moroleón, Guanajuato | Parámetros climáticos promedio de Moroleón, Guanajuato |
| Mes                                                    | Ene.                                                   | Feb.                                                   | Mar.                                                   | Abr.                                                   | May.                                                   | Jun.                                                   | Jul.                                                   | Ago.                                                   | Sep.                                                   | Oct.                                                   | Nov.                                                   | Dic.                                                   | Anual                                                  |
| ------------------------------------------------------ | ------------------------------------------------------ | ------------------------------------------------------ | ------------------------------------------------------ | ------------------------------------------------------ | ------------------------------------------------------ | ------------------------------------------------------ | ------------------------------------------------------ | ------------------------------------------------------ | ------------------------------------------------------ | ------------------------------------------------------ | ------------------------------------------------------ | ------------------------------------------------------ | ------------------------------------------------------ |
| Temp. máx. abs. (°C)                                   | 32.5                                                   | 33.0                                                   | 39.5                                                   | 38.0                                                   | 37.5                                                   | 37.0                                                   | 34.0                                                   | 33.0                                                   | 33.0                                                   | 34.0                                                   | 35.0                                                   | 32.0                                                   | 39.5                                                   |
| Temp. máx. media (°C)                                  | 24.0                                                   | 25.7                                                   | 28.6                                                   | 30.3                                                   | 31.1                                                   | 29.2                                                   | 26.9                                                   | 26.9                                                   | 26.5                                                   | 26.3                                                   | 25.4                                                   | 24.0                                                   | 27.1                                                   |
| Temp. media (°C)                                       | 15.3                                                   | 16.7                                                   | 19.5                                                   | 21.5                                                   | 22.9                                                   | 22.3                                                   | 20.7                                                   | 20.6                                                   | 20.2                                                   | 18.9                                                   | 16.9                                                   | 15.6                                                   | 19.3                                                   |
| Temp. mín. media (°C)                                  | 6.7                                                    | 7.7                                                    | 10.3                                                   | 12.7                                                   | 14.7                                                   | 15.5                                                   | 14.5                                                   | 14.3                                                   | 13.8                                                   | 11.6                                                   | 8.4                                                    | 7.2                                                    | 11.5                                                   |
| Temp. mín. abs. (°C)                                   | -2.5                                                   | -3.5                                                   | 3.0                                                    | 7.0                                                    | 9.0                                                    | 10.5                                                   | 10.0                                                   | 10.0                                                   | 4.0                                                    | 4.0                                                    | -2.0                                                   | -0.5                                                   | -3.5                                                   |
| Precipitación total (mm)                               | 21.3                                                   | 17.4                                                   | 11.9                                                   | 15.2                                                   | 36.8                                                   | 130.6                                                  | 183.8                                                  | 187.5                                                  | 134.2                                                  | 54.6                                                   | 10.9                                                   | 10.1                                                   | 814.3                                                  |
| Días de precipitaciones (≥ 1 mm)                       | 2.3                                                    | 2.5                                                    | 1.7                                                    | 2.4                                                    | 4.9                                                    | 11.9                                                   | 16.6                                                   | 16.0                                                   | 12.1                                                   | 5.3                                                    | 2.0                                                    | 2.0                                                    | 79.7                                                   |
| Fuente: Servicio Meteorológico Nacional                |                                                        |                                                        |                                                        |                                                        |                                                        |                                                        |                                                        |                                                        |                                                        |                                                        |                                                        |                                                        |                                                        |

## Demografía
De acuerdo con el Censo de Población y Vivienda realizado en 2020 por el Instituto Nacional de Estadística y Geografía (INEGI), en Moroleón había un total de 41 910 habitantes, de los que 21 741 eran mujeres y 20 169 hombres.

### Evolución demográfica
Durante el período 2010-2020, la ciudad tuvo una disminución del 0.34 % anual de su población.
| Gráfica de evolución demográfica de Moroleón entre 1900 y 2020 |
|                                                                |
| Fuente: Instituto Nacional de Estadística y Geografía          |